# Quần đảo Leeward
Quần đảo Leeward /ˈliːwərd/, nghĩa đen là Quần đảo khuất gió là một nhóm các đảo nằm ở Tây Ấn, kéo dài từ phía Đông Puerto Rico đến phía Nam Dominica, là các đảo phía Bắc của chuỗi đảo Tiểu Antilles. Vị trí của Quần đảo cũng là nơi mà vùng biển phía Đông Bắc Caribe đổ ra Đại Tây Dương. Phần đón gió từ phía Nam của Tiểu Antilles được gọi là Quần đảo Windward (Quần đảo Đón gió).

## Danh sách các đảo thuộc quần đảo Leeward

Đảo Bora Bora thuộc Pháp